# Рыбы-попугаи

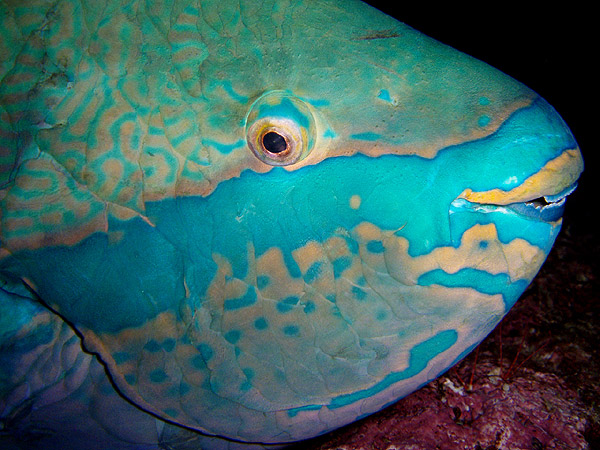
Рыба-попугай из Красного моря

Рыбы-попугаи, или скаровые, или попугаевые (лат. Scaridae), — семейство лучепёрых рыб отряда Labriformes, включающее около 10 родов и 99 видов. Некоторые из них достигают в длину 1,3 м (Bolbometopon muricatum), часто встречаются в зоне коралловых рифов. Очень немногие виды выходят за пределы области распространения кораллов. Рыбы-попугаи зачастую обладают очень яркой и красивой окраской.

## Распространение
Распространены в тропической зоне Тихого и Индийского океанов.

## Питание
Обычную пищу рыб составляют коралловые полипы, но некоторые виды поедают также моллюсков и других донных животных. Рыбы-попугаи получили название за свой «клюв»: их многочисленные зубы плотно расположены на внешней поверхности челюстной кости, которая формой напоминает клюв попугая. Этот «клюв», состоящий из двух разделённых швом пластинок на каждой челюсти, позволяет рыбам соскабливать водоросли с кораллов и поверхностей камней (что способствует процессу биоэрозии). Иногда у некоторых видов имеются ещё и наружные клыки или резцы, которые представляют опасность для неосторожных купальщиков.

## Кокон
Некоторые виды рыб-попугаев, как правило, перед сном образуют кокон из слизи; она выделяется через рот рыбы и постепенно обволакивает всё её тело. На образование кокона уходит около 2,5 % затрачиваемой рыбой энергии. Кокон служит защитой от паразитов (в частности, кровососущих изопод рода Gnathia) и скрывает её запах от хищников. Кокон также может выполнять и другие функции — например, помогает поддерживать баланс электролитов.

## Классификация
В семействе рыб-попугаев 10 родов с 99 видами:
- Bolbometopon — Шишколобые рыбы-попугаи (1 вид)
- Cetoscarus (2 вида)
- Chlorurus (18 видов)
- Hipposcarus — Гиппоскары (2 вида)
- Scarus — Скары (52 вида)
- Calotomus — Калотомы (5 видов)
- Cryptotomus (1 вид)
- Leptoscarus — Лептоскары (1 вид)
- Nicholsina — Никольсины (2 вида)
- Sparisoma — Спарисомы (15 видов)

## Фото

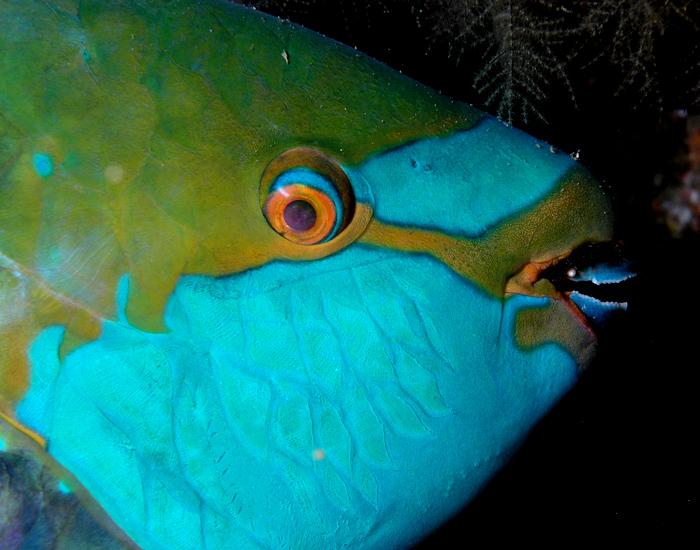
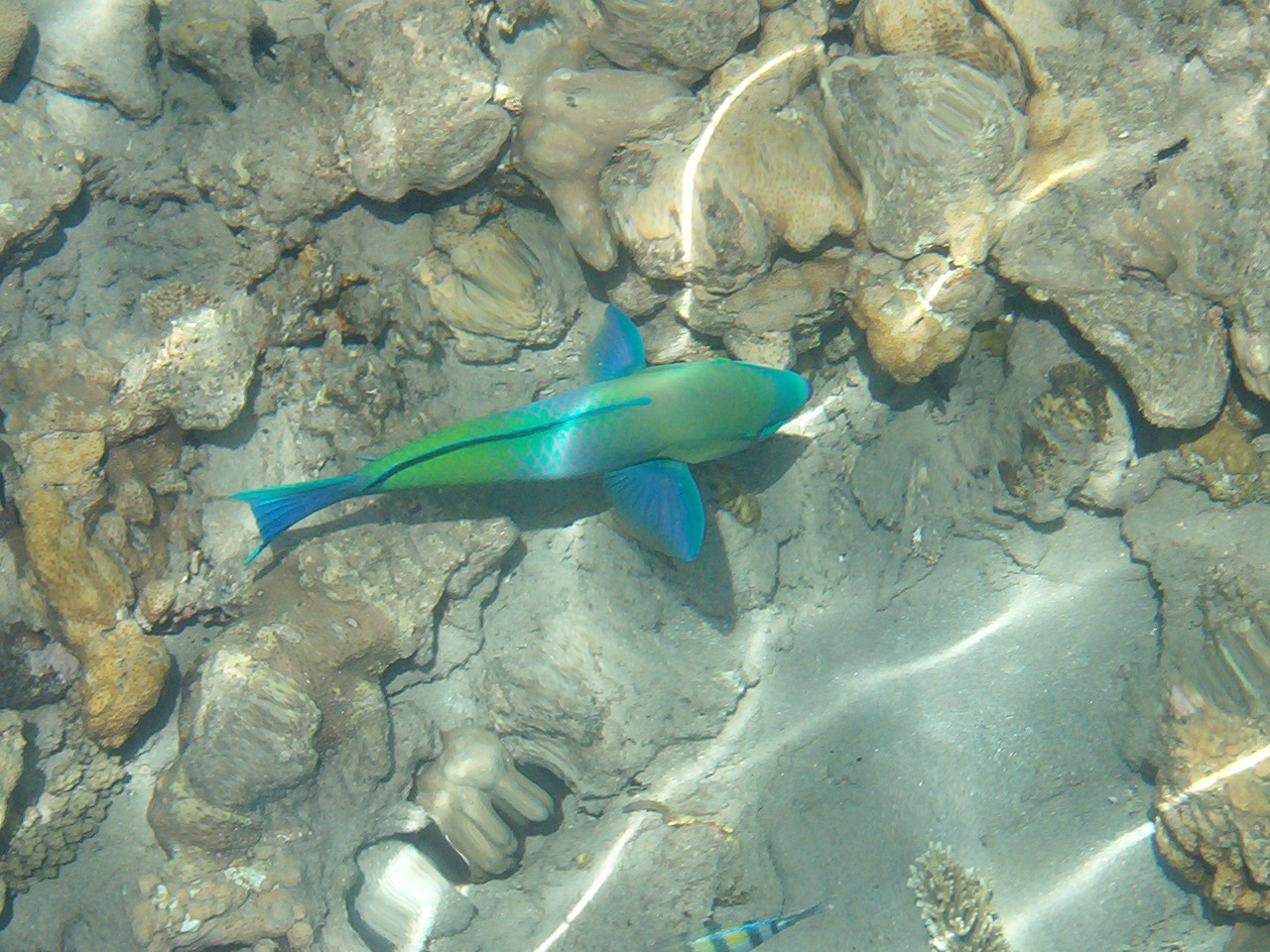
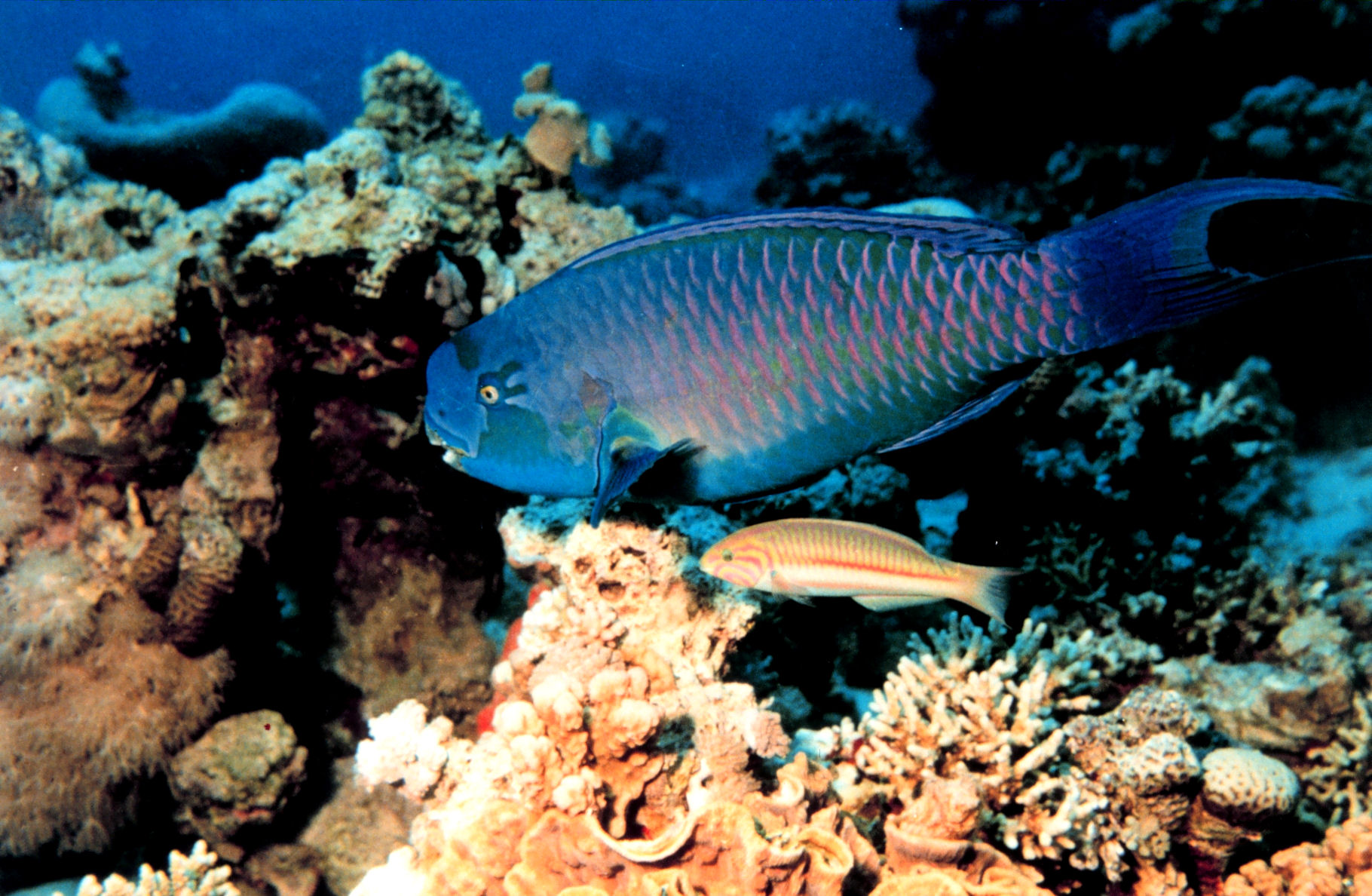
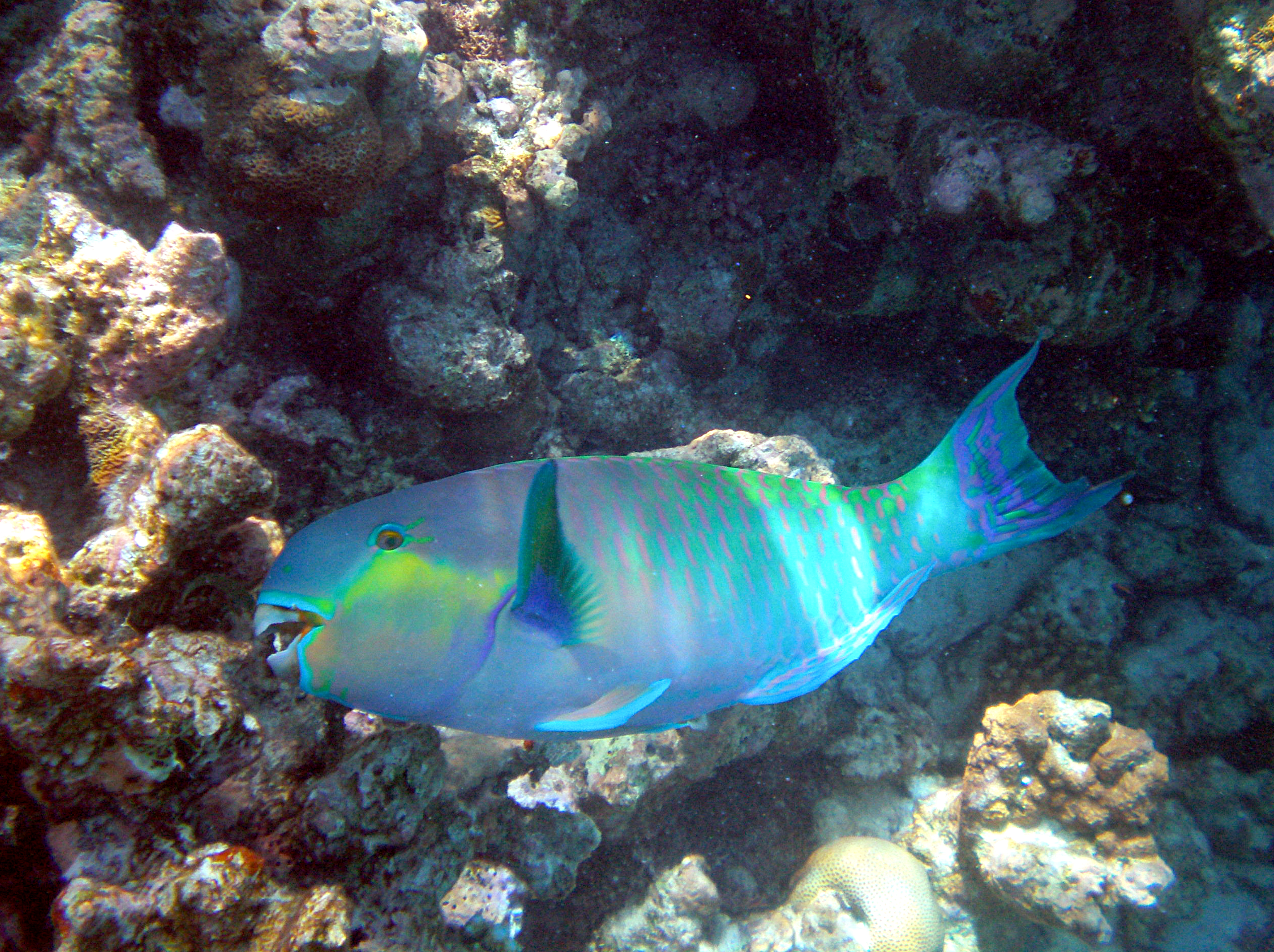
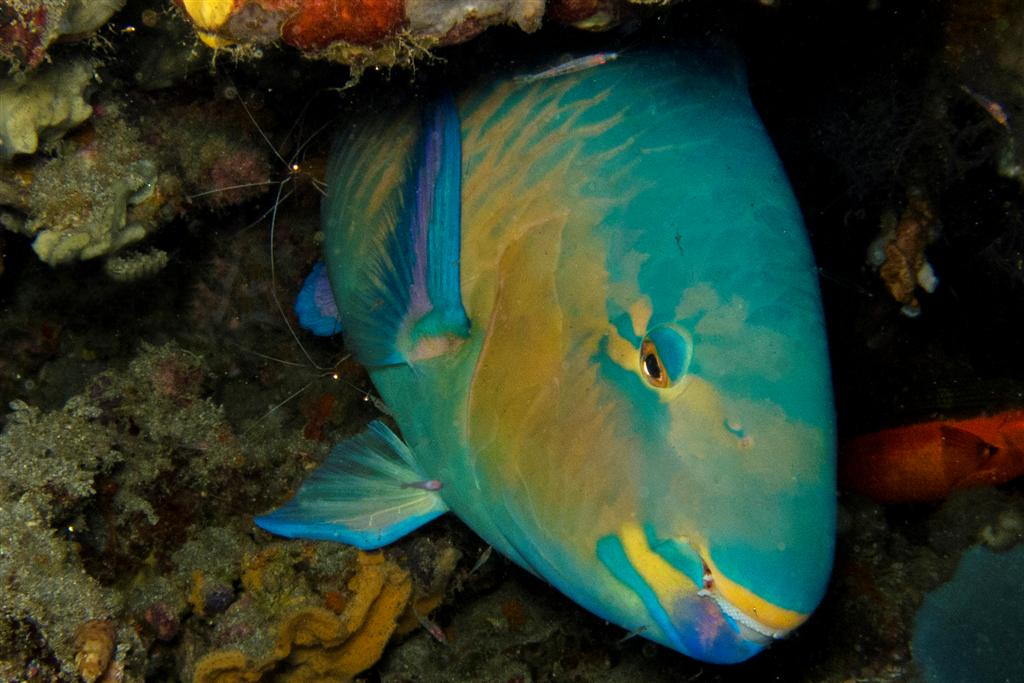